# The Renegade
 (octobre 2020).
Si vous disposez d'ouvrages ou d'articles de référence ou si vous connaissez des sites web de qualité traitant du thème abordé ici, merci de compléter l'article en donnant les références utiles à sa vérifiabilité et en les liant à la section « Notes et références ».
Pour plus de détails, voir Fiche technique et Distribution.
The Renegade (Black '47) est un film d'aventure irlando-luxembourgeois coécrit et réalisé par Lance Daly, sorti en 2018.

## Synopsis
Irlande, hiver 1847. Après avoir passé des années à combattre dans le monde entier pour l'armée anglaise, le ranger Martin Feeney la déserte pour enfin retourner dans son pays afin de retrouver ses proches. Pourtant, dès son arrivée, il découvre une terre de désolation, ravagée et détruite par la famine, la misère et la maladie. Alors que la plupart des habitants sont renvoyés de chez eux par les percepteurs anglais, les forçant à errer sur les routes, Feeney apprend notamment le décès de sa mère survenu un an plus tôt, emportée par une fièvre mortelle, mais également la pendaison de son frère, condamné à mort après avoir volé de la nourriture et le départ prochain de sa belle-sœur et de ses enfants pour les Amériques. Impuissant face au règne des nouveaux et richissimes propriétaires, qui ont instauré un nouvel impôt local beaucoup trop élevé pour la population chassée de chez eux, Feeney décide de reprendre les armes afin de venger sa famille et faire lui-même justice, du juge au gouverneur de la région tous corrompus...

## Fiche technique
- Titre original : Black '47
- Titre français : The Renegade
- Réalisation : Lance Daly
- Scénario : PJ Dillon, Pierce Ryan, Eugene O’Brien et Lance Daly
- Montage : John Walters et Julian Ulrichs
- Musique : Brian Byrne
- Photographie : Declan Quinn
- Production : Macdara Kelleher, Tim O'Hair, Arcadiy Golubovich, Jonathan Loughran, Jani Thiltges et Martin Metz
- Sociétés de production : Wildcard Distribution, Fasnet Films, Primierdian Entertainment, Irish Film Board, Premiere Picture, Samsa Film, Umedia, Sea Around Us, Film Fund Luxembourg et BAI
- Société de distribution : Element Pictures / Condor Entertainment (France)
- Pays d'origine :  Irlande,  Luxembourg
- Langue originale : anglais
- Format : couleur
- Genre : aventure
- Durée : 96 minutes
- Dates de sortie  :
  -  Allemagne : 16 février 2018 (Berlinale 2018)
  -  Irlande : 7 septembre 2018
  -  France : 12 avril 2019 (DVD)

## Distribution
- Hugo Weaving : Hannah
- James Frecheville : Martin Feeney
- Jim Broadbent : Lord Kilmichael
- Stephen Rea : Conneely
- Freddie Fox : Pope
- Moe Dunford : Fitzgibbon
- Barry Keoghan : Hobson
- Sarah Greene : Ellie
- Andrew Bennett : Beartla
- Colm Seoighe : Swineherd
- Ronan O'Connor : Red McCormack
- Ciaran Grace : Ó Sé
- Dermot Crowley : juge Bolton
- Sheila Moylette : le registrar
- Aidan McArdle : Cronin